# ENCORE SHOW
『ENCORE SHOW』（アンコール・ショー）は、SCANDALのカップリング・ベスト・アルバム。2013年2月6日にエピックレコードジャパンから発売された。

## 概要
- シングルのカップリング曲に加え、新曲「ハッピーコレクター」（映画『今日、恋をはじめます』テーマソング）と初期のライブで演奏されていたが未CD化だった楽曲「プレイボーイ」の新規レコーディング音源が収録されている[2]。
- 初回生産限定盤（ESCL-3994～5）、通常盤（ESCL-3996）の2形態で発売。また、通常盤の初回生産分限定特典として『全5種類の内1種類! ランダムステッカー』を封入[3]。
- 本作がオリコン・デイリー・チャートで1位を獲得した初のアルバムとなった[2]。

## 収録曲
1. S.L. Magic [4:11]
1stシングル「DOLL」収録
2. TOKYO [2:58]
2ndシングル「SAKURAグッバイ」収録
3. ナツネイロ [4:34]
3rdシングル「少女S」収録
4. FUTURE [3:37]
3rdシングル「少女S」収録
5. SO EASY [3:23]
3rdシングル「少女S」収録
6. 星の降る夜に [4:10]
5thシングル「瞬間センチメンタル」収録
7. KOSHI-TANTAN [3:35]
6thシングル「太陽と君が描くSTORY」収録
8. Midnight Television [4:11]
7thシングル「涙のリグレット」収録
9. Shining sun [3:42]
7thシングル「涙のリグレット」収録
10. CUTE! [4:33]
9thシングル「Pride」収録
11. Emotion [3:44]
9thシングル「Pride」収録
12. サティスファクション [3:11]
10thシングル「ハルカ」収録
13. Want you [3:53]
10thシングル「ハルカ」収録
14. 君に嫉妬中 [3:49]
11thシングル「LOVE SURVIVE」収録
15. ひかれ [4:19]
11thシングル「LOVE SURVIVE」収録
16. ハッピーコレクター [3:17]
作詞：TOMOMI　作曲：古城康行　編曲：川口圭太
新曲
17. プレイボーイ [3:24]
作詞：TOMOMI、MASTERWORKS　作曲：MASTERWORKS、SCANDAL　編曲：MASTERWORKS、SCANDAL、川口圭太
未発売曲の新規レコーディング音源

## 特典
初回生産限定盤
- DVD
  - 「プレイボーイ」MUSIC VIDEO
  - 「サティスファクション」MUSIC VIDEO
  - 原点回帰の大阪城天LIVE映像「Welcome home」